# Thysanotus pauciflorus
Thysanotus pauciflorus är en sparrisväxtart som beskrevs av Robert Brown. Thysanotus pauciflorus ingår i släktet Thysanotus och familjen sparrisväxter. Inga underarter finns listade i Catalogue of Life.